# 안의면
안의면(安義面)은 대한민국의 경상남도 함양군에 설치된 면이다.

## 역사
안의는 신라 때 마리현(馬利縣), 이안현(利安縣)이었다. 고려 때 부곡(部曲)으로 강등되었다가 다시 이안현이 되기도 하였으며, 조선 태종 때 안음현(安陰縣)으로 개칭되었다. 영조 때 안의현(安義縣)이 되었다.
안의현은 지금의 함양군 안의면, 서하면, 서상면과 거창군 마리면, 위천면, 북상면에 해당하며, 읍치는 안의면 금천리, 교북리 일대에 있었다.
영조 4년이던 1728년, 이인좌의 난에 가담한 안의의 정희량은 영조가 임금이 된 뒤 벼슬 등에서 차별받아 온 소론 일파와 함께 군사를 일으켜 청주, 안음, 거창, 합천, 삼가 등 여러 고을에 이르렀지만, 거창에서 오명항이 이끄는 관군에 체포돼 참수되었다. 영조는 안의현을 함양과 거창에 분속시켰고, 일제에 의해 안의면이 설치되기 전까지 그 이름을 잃어버렸다.

## 행정 구역
안의면은 15개의 리(里)로 구성되어 있으며, 리는 아래의 목록과 같다.
- 교북리(校北里)
- 귀곡리(貴谷里)
- 금천리(錦川里)
- 당본리(堂本里): 안의면 행정복지센터 소재지
- 대대리(大垈里)
- 도림리(道林里)
- 봉산리(鳳山里)
- 상원리(上源里)
- 석천리(石川里)
- 신안리(新安里)
- 월림리(月林里)
- 이전리(泥田里)
- 초동리(草東里)
- 하원리(下源里)
- 황곡리(黃谷里)

## 교육
- 안의초등학교 (당본리)
  - 대지분교 (폐교) - 용추계곡로 119 (신안리)
- 동도초등학교 (폐교) - 황마로 886 (초동리)
- 안의중학교 (석천리)
- 안의고등학교 (석천리)

## 같이 보기
- 유자광
- 김종직